# Укин, Кенжебек Укинович
Кенжебек Укинович Укин (каз. Кенжебек Үкіұлы Үкин; 26 июля 1940, с. Койтас, Куршимский район, Восточно-Казахстанская область, Казахская ССР, СССР — 12 октября 2024) — советский и казахстанский партийный работник, ветеран государственной службы, общественный деятель. Почётный гражданин Костанайской области (2015).

## Биография
Родился 26 июля 1940 года в селе Койтас Курчумского района Восточно-Казахстанской области.

### Образование
В 1962 году окончил физико-математический факультет Казахский государственный педагогический институт им. Абая по специальности «физика».
В 1982 году окончил Семипалатинский зоотехническо-ветеринарный институт по специальности «зооинженер».
В 1988 году окончил Алматинскую высшую партийную школу по специальности «политолог».

### Трудовая деятельность
С 1962 по 1965 годы — Завуч, учитель физики Маралихинской СШ Курчумского района Восточно-Казахстанской области.
С 1965 по 1966 годы — Секретарь Курчумского райкома ЛКСМ Казахстана Восточно-Казахстанской области.
С 1966 по 1968 годы — Первый секретарь Курчумского райкома ЛКСМ Казахстана Восточно-Казахстанской области.
С 1968 по 1970 годы — Секретарь Восточно-Казахстанского обкома ЛКСМ Казахстана.
С 1970 по 1973 годы — Заведующий отделом пропаганды и агитации Курчумского райкома Компартии Казахстана Восточно-Казахстанской области.
С 1973 по 1975 годы — Второй секретарь Тарбагатайского райкома райкома Компартии Казахстана Восточно-Казахстанской области.
С 1975 по 1981 годы — Председатель исполкома Зайсанского районного Совета народных депутатов Восточно-Казахстанской области.
С 1981 по 1984 годы — Председатель исполкома Глубоковского районного Совета народных депутатов Восточно-Казахстанской области.
С 1984 по 1987 годы — Первый секретарь Курчумского райкома Компартии Казахстана Восточно-Казахстанской области, второй секретарь Восточно-Казахстанского обкома Компартии Казахстана.
С 1987 по 1990 годы — Инспектор отдела организационно-партийной работы ЦК Компартии Казахстана, г. Алма-Ата, председатель исполкома Кустанайского областного Совета народных депутатов.
С 1990 по 1991 годы — Первый секретарь Тургайского обкома Компартии Казахстана.
С 1991 по 1992 годы — Председатель Тургайского областного Совета народных депутатов.
С 1992 по 1993 годы — Глава Кустанайской областной администрации.
С 1993 по 1997 годы — Начальник управления труда и социальной защиты населения Кустанайской области.
С 1997 по 2000 годы — Заместитель начальника управления, начальник управления экономики Костанайской области.
С 2000 по 2005 годы — Начальник управления Агентства РК по делам государственной службы по Костанайской области.
С 2005 по 2009 годы — Советник акима Костанайской области.
С 2009 года — Председатель Совета ветеранов Костанайской области.
13 октября 2024 года было объявлено о смерти Укина в возрасте 84 лет.

## Выборные должности, депутатство
С 1985 по 1989 годы — Депутат Верховного Совета Республики Казахстан 11-го созыва от Амангельдинского избирательного округа № 152 Кустанайской области.
С 1990 по 1993 годы — Депутат Верховного Совета Республики Казахстан 12-го созыва от Амангельдинского избирательного округа № 152 Кустанайской области.

## Семья
Был женат. Супруга — Сара Хусаиновна Укина, педагог.
Дети: сын — Сымбат (род. 1968, к.ю.н.); дочери — Альфия (род. 1971) и Наиля (род. 1975).

## Награды и звания
Указом Президента Республики Казахстан награждён орденами «Парасат» и «Курмет» (2001).
Почётный гражданин города Костаная (2005), Почётный гражданин Костанайской области (2015).
Указом Президента Республики Казахстан награждён почётными грамотами, государственными и правительственными медалями и др.